# 波利冰原島峰
69°59′S 67°36′W / 69.983°S 67.600°W
波利冰原島峰（英語：Pawley Nunataks），是南極洲的冰原島峰，位於帕爾默地的賴米爾海岸，處於阿倫山東面，由英國南極名稱諮詢委員會命名，現時由南極條約體系管理。